# アンリ・デュフール

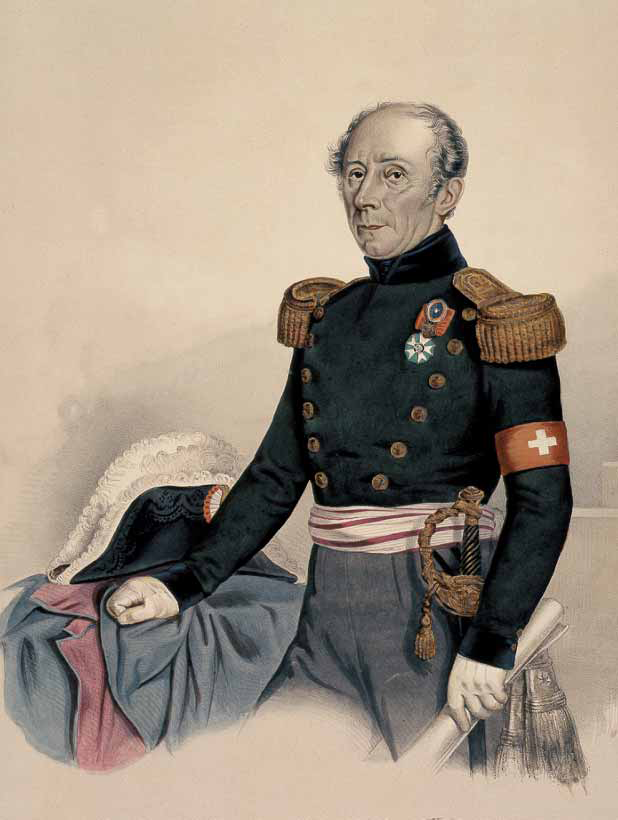
アンリ・デュフール

ギョーム・アンリ・デュフール（Guillaume Henri Dufour、1787年9月15日 - 1875年7月14日）は、スイスの軍人、政治家、橋梁技術者、地図制作者。都市計画家。ナポレオン1世の下で軍事経験を積み、分離同盟戦争時にはスイス史上初の将軍となって盟約者団軍を率い、勝利を収めた。また、スイス初の正確な国内図を作り上げた。晩年にはアンリ・デュナンに協力して赤十字の設立に尽力し、赤十字設立の5賢人のひとりとなった。スイス最高峰であるモンテ・ローザのデュフール峰は、彼にちなんで名づけられた。

## 前半生
デュフールは1787年、コンスタンツでジュネーヴの時計職人兼農民の息子として生まれた。デュフールが2歳の時に一家はジュネーヴへと戻り、デュフールはジュネーヴの学校へと進学し、医学を学んだ。1807年にはパリのエコール・ポリテクニクに進学し、画法幾何学を学んだ。1809年に士官学校を卒業し、1810年にはコルフ島に配属されてイギリス軍と戦った。1814年に彼はフランスへと戻り、リヨンで要塞の修復工事を行い、その功績でレジオンドヌール勲章を授与され、大尉まで昇進した。

## 軍人・技術者・政治家
1817年に彼はジュネーヴへと戻り、新しく創設されたスイス国軍で大尉の地位に就くとともに、ジュネーヴ軍の指揮官およびジュネーヴ大学の数学教官の地位に就いた。ジュネーヴにおいて彼は都市計画家及び地図製作者として実績を積み重ねた。正式には1828年まで任命されなかったものの、1817年からすでにジュネーヴの都市計画を任され、さまざまな事業を行っている。1822年には世界初のワイヤーケーブルのつり橋であるセント・アントワーヌ橋を設計し架橋した。レマン湖への蒸気船の導入やガス灯の設置も行っている。1832年にはスイス国内の正確な地形図を作製する作業を命ぜられ、1838年にはスイス連邦地理院の総裁の地位に就き、1865年までその座にあった。地図は1864年の12月に完成し、デュフール地図と呼ばれた。軍人としては1819年にトゥーンに創立された士官学校の教官となり、1831年まで同職にあった。その間、1827年には大佐まで昇進している。1829年にはルイ・ナポレオンが士官候補生として入学してきた。デュフールとナポレオンとの関係は良く、ルイがナポレオン3世としてフランスの帝位に就いた後も親交は続いた。また、1819年には彼はジュネーヴ市議会の議員となり、1848年から1851年までと1854年から1857年までは自由主義派のジュネーヴ州代表としてスイス下院（国民院）の議員となった。1863年から1866年まではジュネーヴ州代表の上院（全州議会）議員となった。

## 分離同盟戦争

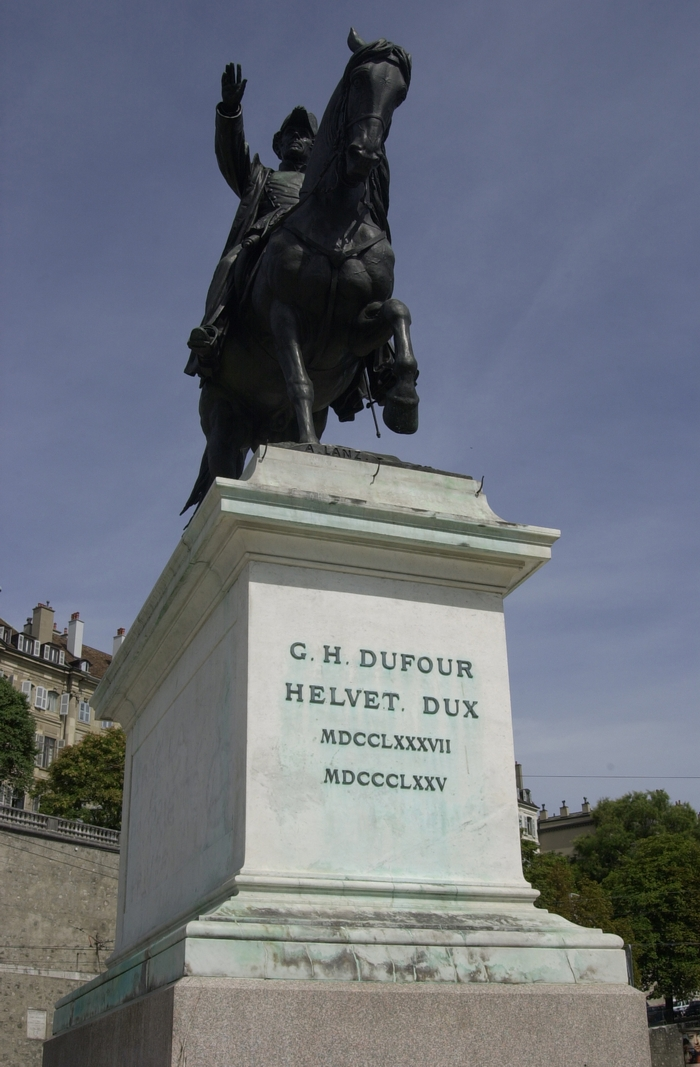
ジュネーヴのデュフール騎馬像

1840年代、スイスはジュネーヴやチューリヒ、ベルンなどの自由主義カントンと原初3州やルツェルンなどの保守派カントンの間で内紛が続き、分裂の危機にあった。優勢な自由主義カントンに対し、保守派7カントンは1845年1月、保護同盟を結成し、スイス盟約者団内に国家内国家が形成されることとなった。1847年10月、自由主義派で占められる盟約者団会議は、保護同盟（分離同盟）に対し軍事的行動に出ることを視野に入れ、デュフールをスイス史上初の将軍に任命し、軍事の全権を委任した。1847年11月4日、ついに両派の間に戦端が開かれた。分離同盟戦争である。
デュフールはフランスやオーストリアなど近隣大国の干渉を防ぐためにすばやく戦争を決着させることを決め、各カントンを各個撃破していった。まずヴァリスを封鎖した後、11月14日フリブールを落とし、21日にはツークを占領、24日にはルツェルンを陥落させ、12月1日に開戦後わずか26日間で分離同盟全カントンを降伏させた。この戦いの際、デュフールは負傷者を自軍に収容し治療を施した。この戦いにおいて死者は両軍合わせて130人、負傷者も400人程度に抑えられた。なお、これまでスイス軍の兵士は自らの所属カントンの旗や白い十字を徽章として用いていたが、デュフールはそのうちの白い十字を採用し、軍の旗とした。これが戦後、スイス国旗として採用された。

## 戦後

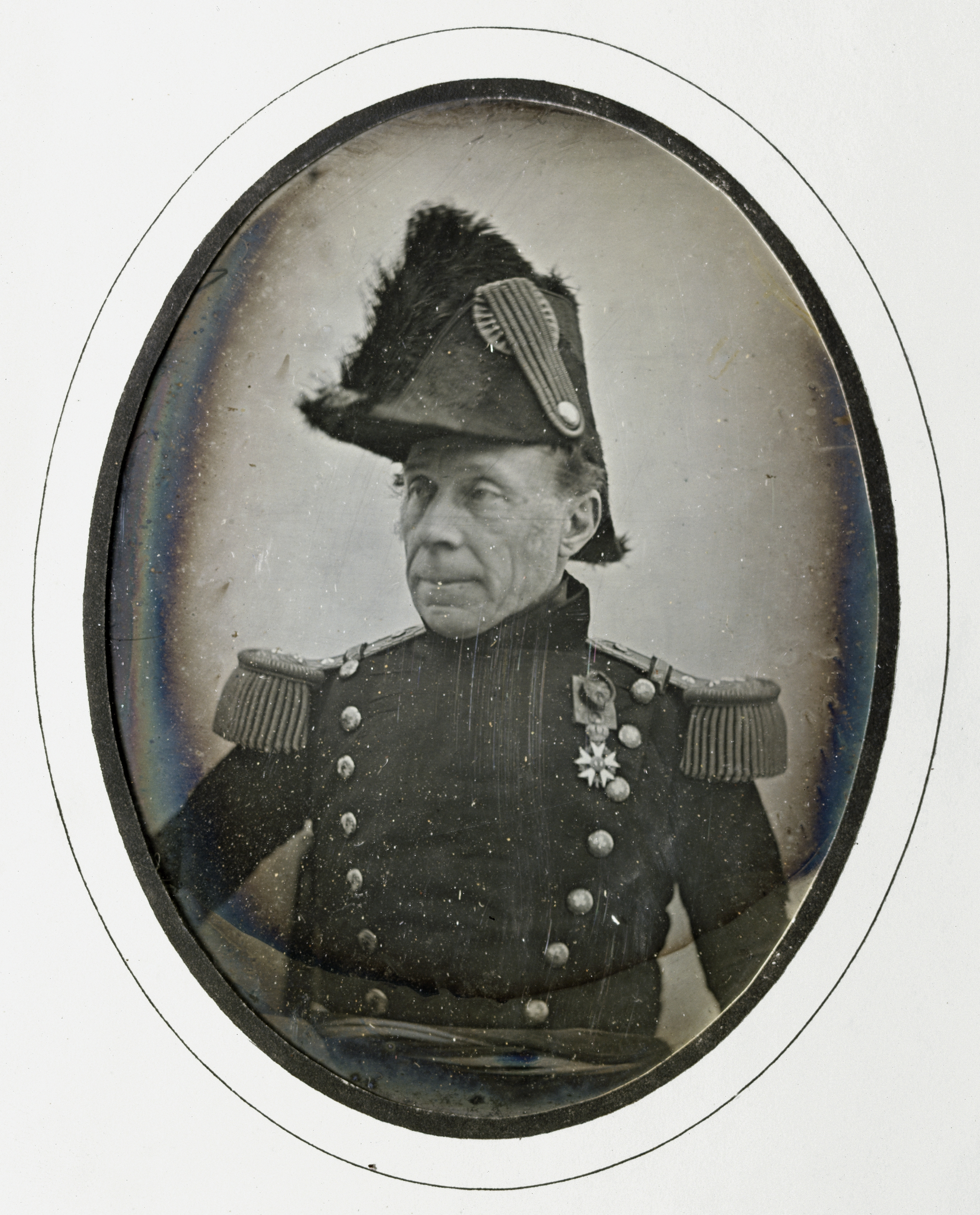
1850年にダゲレオタイプで撮影されたデュフール

1848年に新生スイス連邦が誕生した後も、彼は公職を歴任した。1852年にはリヨンとジュネーヴを結ぶ鉄道の社長に就任した。1856年、スイスとプロイセン王国との間で両属状態にあったヌーシャテル（ノイエンブルク）カントンが共和政体を樹立しプロイセンからの離脱を求めた。ヌーシャテル事件である。これをスイスは支援したもののプロイセンは反発し、軍事介入の危機が生じた。このときデュフールは再び軍の最高指導者となり、またフランス皇帝ナポレオン3世とのパイプを生かして和平の斡旋を依頼した。結局翌1857年にナポレオン3世の仲介によって和平が成立し、ヌーシャテルはスイス領となった。

## 赤十字設立

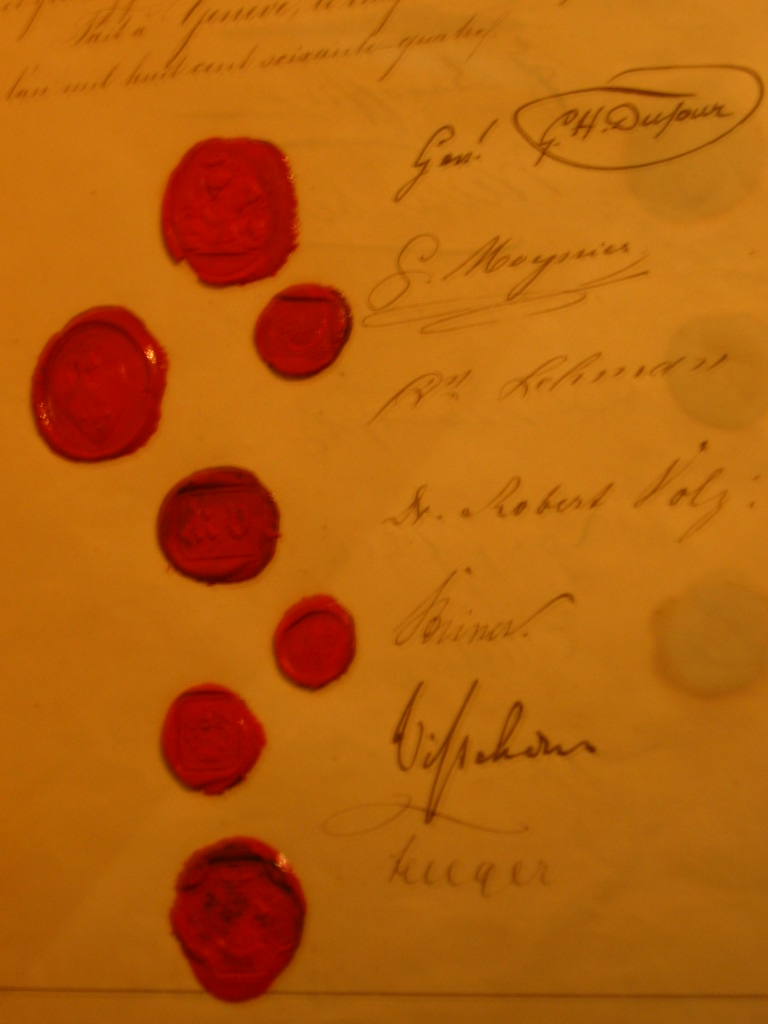
1864年のジュネーヴ条約締結時のデュフールの署名（一番上がデュフール）

1863年、デュフールはアンリ・デュナンと出会う。中立的な国際救護団体の設立を訴えるデュナンにデュフールは共鳴し、同年デュナン、デュフール、ギュスターブ・モアニエ、ルイ・アッピア、テオドール・モノアールは5人委員会を設立。デュフールは初代委員長に就任した。これが1876年に赤十字国際委員会となった。さらに委員会は戦争時の捕虜の扱いを人道的にするよう各国に求め、1864年「傷病者の状態改善に関する第1回赤十字条約」（第1次ジュネーヴ条約）がジュネーヴにて締結された。この締結の際、これらの条約締結に対するスイスの貢献が認められ、新しい機関のマークはデュフールがスイス軍旗として取り入れたスイス国旗の配色を逆にした白地に赤い十字と決められた。
1867年、デュフールは連邦政府の役職から完全に引退し、ジュネーヴで隠棲生活を送った後、1875年7月14日に同地で亡くなった。